# Habsburg–Estei Mária Terézia Henrietta főhercegnő
Habsburg–Estei Mária Terézia (ismert még mint Modenai Mária Terézia főhercegnő, németül: Erzherzogin Marie Therese von Österreich-Este; 1849. július 2. – 1919. február 3.), a Habsburg–Lotaringiai-házból származó osztrák főhercegnő, modenai hercegnő, Ferdinánd Károly Viktor főherceg és Habsburg–Nádori Erzsébet Franciska leánya, III. Lajos bajor király feleségeként a Bajor Királyság utolsó királynéja 1913 és 1918 között.

## Élete

### Származása
Mária Terézia Henrietta főhercegnő a Habsburg–Lotaringiai-ház Estei (más néven Este-Modenai) ágából származott. Brünnben született, 1849. február 2-án, ahol szülei a forradalmi mozgolódások alatt meghúzódtak.
Édesanyja Habsburg–Toscanai Erzsébet Franciska Mária főhercegnő (1831–1903) volt, József nádor és Mária Dorottya württembergi hercegnő leánya, II. Lipót császár unokája.
Édesapja Habsburg–Estei Ferdinánd Károly Viktor főherceg (1821–1849) volt, Modena és Reggio hercege, IV. Ferenc modenai herceg (1779–1846) és Savoyai Mária Beatrix szárd királyi hercegnő (1792–1840) kisebbik fia, I. Viktor Emánuel szárd–piemonti király unokája.
A szülők 1847-ben kötött házassága csak két évig tartott. Ferdinánd Károly Viktor főherceg 1849 szeptemberében, egyetlen gyermekének születése után négy hónappal tífuszban meghalt.
Az özvegy Erzsébet Franciska Mária főhercegnő 1854-ben férjhez ment a szintén özvegy, de gyermektelen Habsburg–Tescheni Károly Ferdinánd főherceghez (1818–1874), Károly főhercegnek, Teschen első hercegének fiához. Anyjának második házasságából Mária Henriettának 4 (felnőttkort megért) féltestvére született:
- Frigyes főherceg (1856–1936), Teschen hercege, császári és királyi tábornagy, 1914–17 között a Monarchia haderejének főparancsnoka, Isabella von Croÿ-Dülmen hercegnőt vette feleségül.
- Mária Krisztina Dezideráta főhercegnő (1858–1929), aki 1879-ben feleségül ment XII. Alfonz spanyol királyhoz (1857–1885). Férje halála után Spanyolország régens királynéja maradt fiának, XIII. Alfonznak nagykorúsításáig (1902-ig).
- Károly István főherceg (1860-1933), a Császári és Királyi Haditengerészet (k.u.k. Kriegsmarine) főfelügyelője 1916-ig.
- Jenő főherceg (1863–1954) császári és királyi tábornagy, a Német Lovagrend nagymestere (Hoch- und Deutschmeister), a világháborúban a délnyugati front parancsnoka 1917-ig.

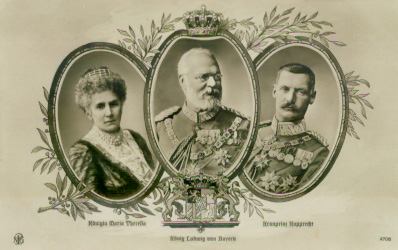
Lajos király a feleségével és legidősebb fiával, Rupprecht trónörökössel

### Házassága
Nagyapja, V. Ferenc modenai herceg, aki az elhunyt apa helyett Mária Terézia Henrietta főhercegnő törvényes gyámja és képviselője volt, úgy tervezte, hogy unokáját a nála 14 évvel idősebb IV. Ferdinánd toszkánai nagyherceghez adja feleségül. Mária Terézia azonban 1867 júniusában Bécsben részt vett a tragikus balesetben meghalt barátnőjének, Habsburg–Tescheni Matild Mária főhercegnőnek, Albert főherceg és Hildegárd bajor hercegnő legkisebb leányának temetésén. Itt megismerkedett a 22 éves Wittelsbach Lajos bajor királyi herceggel (1845–1921), Luitpold bajor herceg (1786–1868) és Habsburg–Toscanai Auguszta Ferdinanda főhercegnő (1825–1864) legidősebb fiával, II. Lipót toszkánai nagyherceg (1797–1870) unokájával, a későbbi III. Lajos bajor királlyal, aki nagybátyját, II. Lajos bajor királyt képviselte a temetésen. A két fiatal egymásba szeretett. A nagyapát, V. Ferenc herceget oly mértékben felháborította a dolgok ilyetén fordulata, hogy Lajos herceg apjának, Luitpold hercegnek (Bajorország későbbi régensének) 1867 augusztusában személyesen kellett Salzburgba utaznia, hogy megbékítse őt, és megszerezze beleegyezését.
A hivatalos eljegyzést 1867. október 22-én Morvaországban, a tescheni hercegek gross-seelowitzi kastélyában (ma: Židlochovice, Csehország) tartották. A jegyespár november 20-áig Bécsben, a Modena palotában lakott, majd a vőlegény visszatért Münchenbe. November végén Mária Terézia főhercegnő, anyjának kíséretében Prágába utazott, és találkozott vőlegényének anyai nagyszüleivel, II. Lipót toszkánai nagyherceggel és Mária Antónia nápoly–szicíliai királyi hercegnővel (1814–1898).
1868. február 20-án került sor az ünnepélyes esküvőre a bécsi Hofburg mellett, az Ágoston-rendiek templomában (Augustinerkirche), az esküvőn megjelent I. Ferenc József császár is. A szertartást Schaffgotsch gróf, Brünn püspöke végezte, aki Mária Terézia Henrietta főhercegnőt annak idején megkeresztelte, első áldozásra vezette és bérmálta. Az esküvő napjaiban nagy ünnepségeket rendeztek. Albert főherceg palotájában, a mai Albertinában nyilvános kiállításon mutatták be a menyasszony hozományát.
Az ifjú pár bevonulását Münchenbe, a bajor királyi székvárosba 1868. február 22-ére tervezték. Az ünnepélyeket azonban lemondták, mivel a vőlegény apai nagyapja, az 1848-ban lemondott I. Lajos király a halálán volt (június 13-án meg is halt) és az anyakirályné (Mária Friderika porosz királyi hercegnő, 1825–1889) is éppen súlyos beteg volt. A müncheni királyi palota, a Residenz előtt a bajor királyi család hercegei és hercegnői fogadták az ifjú párt, akik nyomban az anyakirályné betegágyához siettek. Lakóhelyük a Leuchtenberg-palota lett, a müncheni Odeon téren.
Mária Terézia Henrietta gazdag hozományt vitt a királyi házasságba. Jelentős pénzvagyon mellett a seelowitzi kastély, a sárvári vár és uradalom, egy pornóapáti malomüzem és az eiwanowitzi (ma: Ivanovice na Hané) uradalom került a házaspár tulajdonába. A menyasszonyának hozományából származó bevételekből Lajos herceg birtokot vásárolt Leutstettenben, ezt később Bajorország egyik legnagyobb és legjobban jövedelmező birtokává fejlesztette. Münchenben fenntartották a Leuchtenberg hercegi palotát, de idejük nagy részét a leutstetteni birtokon töltötték.

### Gyermekei
Lajos herceg és Mária Terézia Henrietta főhercegnő boldog házasságból 13 gyermek született:
1. Rupprecht herceg, a bajor trónörökös (1869–1955), aki 1900-ban Marie Gabriele bajor hercegnőt (1878–1912), majd 1912-ben Antonia von Luxemburg–Nassau hercegnőt (1899–1954) vette feleségül.
2. Adelgunde Marie Auguste Therese (1870–1958), aki 1915-ben Wilhelm von Hohenzollern–Sigmaringen hercegéhez (1864–1927) ment feleségül.
3. Mária Lujza (Ludwiga) Terézia hercegnő (1872–1954), aki Ferdinánd nápoly–szicíliai herceghez, Calabria hercegéhez (1869–1960) ment feleségül.
4. Károly Maria Luitpold herceg (1874–1927).
5. Ferenc Maria Luitpold herceg (1875–1957), aki 1912-ben Isabella von Croÿ hercegnőt (1890–1982) vette feleségül.
6. Matilda Mária Terézia Henrietta Krisztina Luitpolda (1877–1906), aki 1900-ban a Szász–Coburg–Gothai-házból származó Ludwig Gaston von Sachsen–Coburg–Gotha herceghez (1870–1942) ment feleségül.
7. Wolfgang Maria Lipót herceg (1879–1895), fiatalon meghalt.
8. Hildegárd Mária Krisztina Terézia hercegnő (1881–1948), nem ment férjhez.
9. Notburga Karolina hercegnő (*/† 1883), születése után néhány nappal meghalt.
10. Wiltrud Mária Aliz (Alix) hercegnő (1884–1975), aki 1924-ben Wilhelm von Urach herceghez (1864–1928) ment feleségül.
11. Helmtrud Mária Amália hercegnő (1886–1977).
12. Dietlinde Mária Terézia hercegnő (1888–1889), kisgyermekként meghalt.
13. Gundelinda Mária Jozefa hercegnő (1891–1983), aki 1919-ben Johann Georg von Preysing-Lichtenegg-Moos grófhoz (1887–1924) ment feleségül.

### Bajorország királynéja
Lajos herceg apja, Luipold régens herceg még Ottó bajor király életében, 1912. december 12-én hunyt el, ezért fiát, Lajos herceget is csak régenssé nevezhették ki. A Parlament módosította a Bajor Királyság alkotmányát, így 1913. november 5-én Lajos herceget III. Lajos néven uralkodóvá nyilváníthatták. Mária Terézia főhercegnő 64 éves korában lett Bajorország első katolikus vallású királynéja. Ekkor még nem sejthette, hogy ő lesz az ország utolsó királynéja is. December elején a trónra lépés alkalmából fogadást tartottak a müncheni Rezidencián, ahol megjelent II. Vilmos német császár is.

### Az első világháborúban
1914. augusztus 1-jén, amikor III. Lajos király a müncheni Wittelsbach-palota erkélyéről kihirdette az általános mozgósítást, Mária Terézia királyné is ott állt mellette, és maga is felhívást intézett a bajor leányokhoz és asszonyokhoz, hogy támogassák a hadba szállt országot és a fronton szolgáló katonákat. A királyné ezen kívül a müncheni királyi palota (Residenz) Nibelung-termeit Németország legnagyobb varrodájává („Größte Nähstube Deutschlands”) alakította át. Itt gyűjtötte maga köré a vagyonos bajor családok asszonyait, hogy ruházatból, élelmiszerből álló segélycsomagokat készítsenek a katonák és sebesültek számára. Felszólította Bajorország leányait, kövessék saját leányainak, Hildegárd, Helmtrud és Gundeline hercegnők példáját, és ápolónővérekként lépjenek a Német Vöröskereszt szolgálatába. Mária Terézia királyné szilárdan hitt Németország világháborús győzelmében, a háború egész időtartama alatt segítette a katonákat és a sebesülteket, látogatta a hadikórházakat, és fáradhatatlanul igyekezett mozgósítani az asszonyokat, hogy támogassák hadbavonult vagy haditermelésben dolgozó férjeiket.

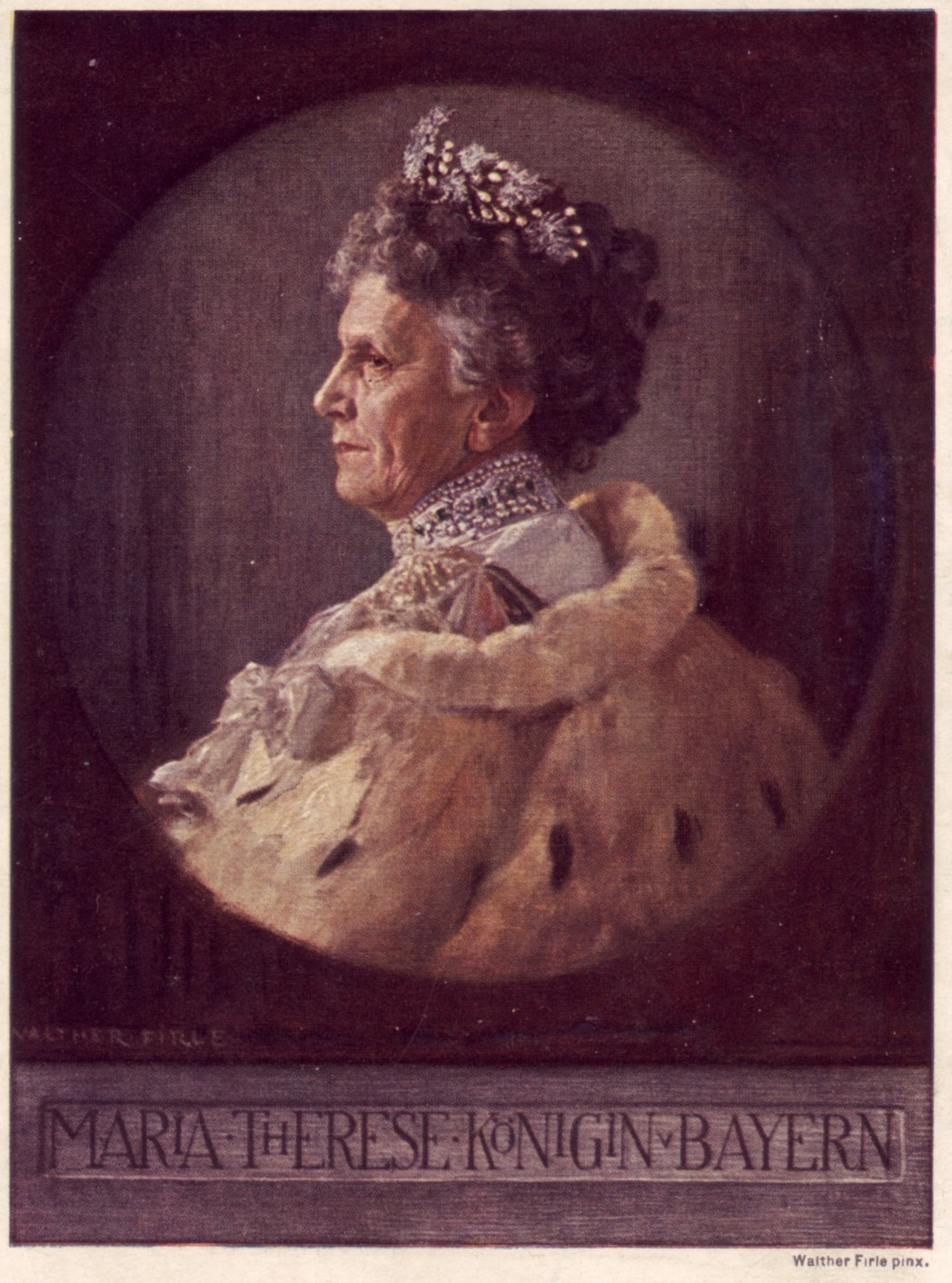
Mária Terézia bajor királyné, 1918

1918. február 20-án III. Lajos király és Mária Terézia királyné még zavartalan körülmények között ünnepelhették meg aranylakodalmukat. Ebből az alkalomból a királyi pár 10 000 000 német aranymárkát adományozott jószolgálati célra.

### A bajor monarchia bukása
1918 őszére a müncheni politikai helyzet leromlott. A háborús emberveszteségek és a nélkülözés nyomán az asszonyok egyre keményebb gyári munkára kényszerültek, élelmiszerhiány alakult ki. Az uralkodó továbbra is császárhű maradt, ezért a bajor monarchia elsőként bukott meg. 1918. november 7-én a forradalmi szocialista Kurt Eisner trónfosztottá nyilvánította a Wittelsbach-házat, és bejelentette a köztársaság kikiáltását. Az ezt követő tömeges zavargások elől a királyi család a wildenwarti kastélyba menekült.

### Utolsó hónapjai
1918. november 24-én a trónjától megfosztott királyi pár még megünnepelhette leányuknak, Gundeline hercegnőnek eljegyzését Johann Georg von Preysing-Lichtenegg-Moos gróffal. A szűk családi körben megtartandó esküvő időpontját 1919. február 3-ára tűzték ki. Mária Terézia királyné azonban súlyosan megbetegedett, az esküvőt el kellett halasztani, a királyné február 3-án hajnalban a wildenwarti kastélyban elhunyt, halálos ágyánál valamennyi gyermeke jelen volt. A III. Lajos király úgy rendelkezett, hogy elhunyt feleségét ideiglenesen a wildenwarti kastély kápolnájában temessék el, és majd nyugalmasabb idők elkövetkeztekor helyezzék át a müncheni székesegyházba, a (Frauenkirchébe).

### Özvegy férjének későbbi sorsa
1921. október 18-án sárvári száműzetésében elhunyt a trónfosztott III. Lajos király is. Kívánsága szerint feleségével együtt a müncheni Miasszonyunk-templomban (Frauenkirche, hivatalos nevén Dom zu Unserer Lieben Frau), a Wittelsbach-fejedelmek kriptájában (Wittelsbacher Fürstengruft) temették el. Az elhunyt király testét Sárvárról a wildenwarti kastélyba vitték, ahol elhunyt felesége nyugodott. Innen a két koporsót november 4-én különvonattal Münchenbe szállították, és a Wittelsbach-kriptába helyezték.

## Kapcsolata a Stuartokkal
Apai dédanyja, Savoyai Mária Beatrix szárd királyi hercegnő révén Mária Terézia főhercegnő a Stuartok leszármazottja volt. Nagyapjának, V. Ferenc modenai hercegnek halála (1875) után a brit jakobiták őt ismerték el Nagy-Britannia és Írország Egyesült Királysága törvényes uralkodójának, IV. Mária, Anglia és Írország királynője, és III. Mária, Skócia királynője néven (Mary IV Queen of England and Ireland, Mary III Queen of Scotland). Mária Henrietta főhercegnő azonban, hasonlóan dédanyjához, Mária Beatrix modenai hercegnéhez, sohasem jelentette be hivatalos igényét a brit királyi trón iránt. A jakobiták Mária Henrietta halála (1919) után legidősebb fiát, Rupprecht bajor trónörököst ismerték el a brit királyi trón jogos várományosának, I. Róbert angol és IV. Róbert skót király nevek alatt.